# Riverside (Kalifornija)
Riverside je grad u američkoj saveznoj državi Kalifornija. Prema popisu stanovništva iz 2010. u njemu je živjelo 303.871 stanovnika.